# Camilo Vargas
Pour les articles homonymes, voir Vargas.
Camilo Vargas, né le 9 mars 1989 à Bogota (Colombie), est un footballeur international colombien, qui évolue au poste de gardien de but à l'Atlas FC.

## Biographie

### En club
Le 12 décembre 2021, en finale du tournoi de clôture du championnat du Mexique, il arrête deux tentatives adverses lors de la séance de tirs au but, et permet à l'Atlas FC de remporter son second titre de champion, 70 ans après le précédent.

### En sélection nationale
Il participe aux coupes du monde 2014 et 2018 avec la Colombie, sans toutefois disputer un match durant ces compétitions.

## Statistiques

### En sélection nationale
| Saison                | Sélection             | Phases finales          | Phases finales | Phases finales | Éliminatoires CDM | Éliminatoires CDM | Matchs amicaux | Matchs amicaux | Total | Total |
| Saison                | Sélection             | Compétition             | M              | B              | M                 | B                 | M              | B              | M     | B     |
| --------------------- | --------------------- | ----------------------- | -------------- | -------------- | ----------------- | ----------------- | -------------- | -------------- | ----- | ----- |
| 2012-2013             | Colombie              | -                       | -              | -              | 0                 | 0                 | -              | -              | 0     | 0     |
| 2013-2014             | Colombie              | Coupe du monde 2014     | 0              | 0              | 0                 | 0                 | 0              | 0              | 0     | 0     |
| 2014-2015             | Colombie              | Copa América 2015       | 0              | 0              | -                 | -                 | 4              | 0              | 4     | 0     |
| 2015-2016             | Colombie              | Copa América Centenario | -              | -              | 0                 | 0                 | 0              | 0              | 0     | 0     |
| 2016-2017             | Colombie              | -                       | -              | -              | 0                 | 0                 | 1              | 0              | 1     | 0     |
| 2017-2018             | Colombie              | Coupe du monde 2018     | 0              | 0              | 0                 | 0                 | 0              | 0              | 0     | 0     |
| 2018-2019             | Colombie              | Copa América 2019       | 0              | 0              | -                 | -                 | 1              | 0              | 1     | 0     |
| 2019-2020             | Colombie              | -                       | -              | -              | -                 | -                 | 0              | 0              | 0     | 0     |
| 2020-2021             | Colombie              | Copa América 2021       | 1              | 0              | 3                 | 0                 | -              | -              | 4     | 0     |
| 2021-2022             | Colombie              | -                       | -              | -              | 1                 | 0                 | -              | -              | 1     | 0     |
| 2022-2023             | Colombie              | -                       | -              | -              | -                 | -                 | 3              | 0              | 3     | 0     |
| 2023-2024             | Colombie              | Copa América 2024       | 6              | 0              | 5                 | 0                 | 4              | 0              | 15    | 0     |
| Total sur la carrière | Total sur la carrière | Total sur la carrière   | 7              | 0              | 9                 | 0                 | 13             | 0              | 29    | 0     |

## Palmarès
| Independiente Santa Fe - Championnat de Colombie (2) : - Champion : 2012 (ouverture) et 2014 (clôture). - Coupe de Colombie (1) : - Vainqueur : 2009. - Superliga Colombiana (1) : - Vainqueur : 2013. |  | Atlético Nacional - Championnat de Colombie (1) : - Champion : 2015 (clôture). |  | Atlas FC - Championnat du Mexique (1) : - Champion : 2021 (clôture). |